# Personaggi di D.Gray-man
Questa è la lista dei personaggi di D.Gray-man, manga di Katsura Hoshino. Essi compaiono anche nella serie televisiva anime da esso tratta.

## Protagonisti

### Allen Walker
Protagonista della storia, è il primo Esorcista di cui facciamo conoscenza all'inizio del manga. Ragazzo di buon cuore e dall'animo gentile, fu cresciuto fin da piccolo da Mana Walker, che lo trovò il 25 dicembre abbandonato dai suoi veri genitori a causa della sua mano deforme. Considerava Mana come un padre effettivo, ma dopo la sua morte la tristezza di Allen richiama il Conte del Millennio, che gli propone di trasformare il defunto padre in un Akuma. Ma una volta trasformato, Mana maledice Allen, facendo sì che la sua Innocence si manifesti e consentendogli di riconoscere gli Akuma tramite l'occhio sinistro, anche se questi si presentano sotto le spoglie del corpo umano che le cela. Quando Road gli metterà fuori uso l'occhio, si sentirà indifeso e Lavi gli ricorderà cosa comporta essere esorcisti. In seguito, nel Castello di Crowley, la maledizione si farà più forte, il potere dell'occhio si evolverà, assumendo la forma di un monocolo che può intercettare Akuma nel raggio di 300 metri inizialmente, poi sarà anche in grado di avvertire la loro presenza anche da distanze maggiori. Oltre all'occhio, Allen può contare anche sul suo braccio sinistro, quello della mano deforme, che è in grado di trasformarsi in una letale arma anti-Akuma.
La sua Innocence col passare del tempo continuerà ad evolversi, raggiungendo alla fine la sua vera forma, il "Crown Clown" (神ノ道化?, Kami no dōuke, let. pagliaccio di Dio). In questa forma, molto più stabile e forte della precedente, Allen è ricoperto da un mantello bianco estendibile che all'occasione può essere usato come scudo contro qualsiasi attacco. Dal mantello si snoda un cappuccio a cui è collegata una maschera simile a quelle del Carnevale di Venezia in grado di cambiare forma, passando da uno sguardo piangente ad uno sorridente. Il mantello e la maschera sembrano inoltre avere volontà proprie e possono operare anche quando non addosso ad Allen.
L'arma più forte del Crown Clown è una spada uguale a quella posseduta dal Conte del Millennio ma dai colori ad essa invertiti. La spada non è altro che un'ulteriore trasformazione del braccio sinistro di Allen e possiede il potere di "esorcizzare", cioè eliminare i demoni presenti dentro il corpo di una persona, come per esempio nel caso dei Noah. L'arma non è tuttavia in grado di fare alcun danno ad un essere umano normale, in quanto i suoi effetti valgono solo sui demoni. Per ottenere la spada Allen ha dovuto portare il tasso di compatibilità con la sua Innocence sopra il 100%, cosa che potrebbe farlo diventare un generale.
L'Innocence di Allen è di tipo parassita e risiede nel suo braccio sinistro, quello impiegato per combattere contro gli Akuma. Evocandola, inizialmente, l'Innocence trasformava interamente il braccio rendendolo più voluminoso e ricoprendolo da una specie di corazza. Dopo l'evoluzione al Crown Clown, una forma più stabile, tuttavia, l'unica parte che si trasforma sono le dita, che prendono una forma più tagliente ed allungata. Il braccio destro, al contrario, è infestato dall'Innocence e gli permette di lanciare una "cinghia" per aggrapparsi a qualcosa o per colpire qualcuno. Questo dualismo fra le due braccia è un elemento ricorrente nella serie e rappresenta la doppia natura di Allen, da una parte esorcista che dedica la sua vita agli Akuma, e dall'altra essere umano con dei sentimenti che lo spingono a proteggere i propri cari.
Allen ha un buon rapporto con tutti gli esorcisti, finders e scienziati all'interno dell'Ordine Oscuro. Litiga spesso con Kanda, con il quale si trova in disaccordo fin dal primo momento in cui lo vede, ed è molto legato a Linalee, della quale sente il richiamo quando si trova in pericolo e condivide il sogno della "Fine del Mondo". Tiene molto anche a Lavi, il giovane allievo di Bookman. È sempre generoso e disponibile, pronto ad aiutare chiunque abbia bisogno di aiuto. Tende a tirare fuori il suo lato più infantile e litigioso con Kanda e a volte deve rassicurare gli altri, dimostrando una tempra forte e decisa.
Una volta che ritornerà nella sede dell'Ordine Oscuro, Komui e altri scienziati ipotizzeranno che Mana, suo padre adottivo, era un Noah, precisamente il Quattordicesimo. Nonostante questo Allen decide di continuare a credere nel suo defunto padre, anche se con un po' di scetticismo. In seguito Cross gli rivelerà che Mana era il fratello maggiore del Quattordicesimo, e che in Allen era stata impiantata la memory di quest'ultimo, cosa che col tempo lo trasformerà in un Noah e lo costringerà ad uccidere qualcuno che ama. A questo proposito, se il Quattordicesimo prenderà il sopravvento su di lui, Allen chiede ai propri compagni di ucciderlo. A questa dichiarazione rimangono tutti scioccati, specialmente Linalee e Komui. Durante una missione a Parigi, in uno scontro con un akuma di livello quattro, si auto-trafigge con Crown Clown. Il 14° Noah prende il sopravvento su di lui per qualche istante ma, grazie a Kanda che lo chiama "mammoletta idiota" torna in sé. Attualmente, ha una cicatrice che corre dalla spalla destra per tutto il busto a causa di Crown Clown.
Dopo la missione a Parigi, il Quattordicesimo prende il sopravvento su di lui ancora un'ulteriore volta. Questo succede dopo un sogno 'futuristico' del protagonista, nel quale si ritrova infilzato con la sua stessa spada, mentre Mana lo chiama, dicendo che qualcuno lo attendeva. Durante tutto il sogno, gli ideogrammi che compongono il nome di Allen scompaiono, come se Mana lo stesse sostituendo con qualcun altro. Al risveglio ha le sembianze del Quattordicesimo e pure gli occhi iniziano a cambiare colore. Alla vista di Linalee però, torna subito normale. Link, fuori dalla stanza nella quale lui dorme, in quel momento, lo minaccia di dire a Komui che si trova in una stanza chiusa con Linalee, se non apre subito la porta.

### Lenalee Lee
È la sorella minore di Komui Lee. La sua arma anti-Akuma sono i suoi stivali, chiamati Dark Boots (黒い靴?, Kuroi kutsu, let. stivali neri), che le permettono di muoversi a grande velocità (nella loro seconda forma anche alla velocità del suono) e sferrare forti calci, in grado di spezzare a metà le spesse corazze degli Akuma. È una ragazza con lunghi capelli neri (che diventeranno corti ad un certo punto della serie) e una gran dose di pazienza! È l'elemento neutrale del gruppo in quanto cerca sempre di fare da paciere tra Kanda e Allen, ovviamente tenendo d'occhio anche Lavi e Komui. Ha un forte senso dell'amicizia ed è una persona molto gentile, che farebbe di tutto per i suoi amici. Per loro infatti ha anche rischiato la vita, combattendo contro un Akuma di terzo livello; se non fosse stato per la sua Innocence che l'ha salvata sarebbe sicuramente morta per via dell'attrito dell'aria. Lenalee viveva con i genitori fino a quando questi sono stati uccisi in un attacco violento di alcuni Akuma. Venne salvata e successivamente fu portata nel Quartier Generale degli Esorcisti, dal momento che era stata riconosciuta compatibile con l'Innocence presente nel luogo dell'attacco degli Akuma. All'inizio nel Castello si sentiva sola ed era triste per la morte dei suoi genitori, ma poi il fratello entrò a far parte dell'Ordine Oscuro, permettendole così di ricominciare la sua vita con accanto l'unico parente rimastole.
Perde la propria innocence durante il combattimento contro un akuma di livello 3 lungo la navigata in mare aperto verso Edo (il nome antico di Tokyo). Durante il combattimento ad Edo con il Conte e i Noah, la sua Innocence la protegge ancora, assumendo di nuovo la forma di un tipo sconosciuto, cristallo. Tutto ciò incuriosisce il Conte, che la attacca credendo che lei possa essere il Cuore dell'Innocence. In quel momento arriva Allen, che la salva e protegge. Dopo il combattimento, mentre sia lei che i compagni credevano di essere al sicuro, il Conte intrappola Lenalee, Allen, Lavi, Kanda, Crowley e Chaoji all'interno dell'Arca di Noah. Durante tutto il tragitto che li porterò all'unica porta in grado di farli uscire, lei ed Allen sono molto vicini. Nel momento in cui Allen inizia il combattimento con Tyki Mikk, il ragazzo le chiede persino di credere in lui. Quando finalmente credevano di essere salvi e Lavi si era allontanato per constatare che la porta di Road fosse ancora in cima alla torre, Lenalee intuisce che Allen non ha intenzione di andare con loro. Lui le spiega che vuole tornare indietro a cercare i compagni dispersi e Lenalee afferma che lui sia crudele a dire certe cose con un sorriso, ma che però lo capisce, che anche lei avrebbe fatto la stessa cosa.
Ogni volta che è in pericolo pensa sempre ad Allen e ripensa a tutto quello che è successo quando era insieme a lui. Allen la sente ogni volta: si può dire quindi che Lenalee sembra provare qualcosa di profondo per Allen, confermato dall'autrice nel volume speciale CharaGray, nel quale, rispondendo ad un'intervista, Lenalee afferma che il suo tipo ideale dovrebbe avere molte caratteristiche tipiche di Allen. Lo stesso Komui, ascoltando l'intervista, capirà che la sorella si sta riferendo proprio ad Allen. 
È dunque chiaro che i due sono legati da qualcosa che probabilmente avrà molta importanza per la storia.
Prova amicizia verso tutti quelli che conosce. Ad un certo punto della storia spiega ad Allen che per lei le persone che conosce rappresentano il "Mondo" e senza di essere probabilmente lei stessa cesserebbe di esistere. Su questo ragionamento si può dire che anche Allen lo fa solo verso Mana.
Dopo svariato tempo che la ragazza rimane senza innocence, i suoi dark boots ritornano, assumendo però un nuovo aspetto. Però non sono cambiati solo esteriormente, infatti si sono trasformati in un nuovo tipo di Arma Anti-Akuma ovvero, il tipo Cristallo. Questa forma, al contrario delle altre due, utilizza il sangue del compatibile per tramutarsi in arma.
Alla nuova sede dell'Ordine Oscuro, prima che Allen riveli di avere dentro di sé le memory di un noah, Lenalee capisce subito che c'era qualcosa di strano di lui. Quando il ragazzo chiederà di venir ucciso nel caso il 14º prendesse il sopravvento su di lui, rimane sconvolta.
Dopo svariati capitoli d'assenza, Lenalee fa la sua comparsa nel letto accanto a quello di Allen, nella stanza di quest'ultimo. Quando si sveglia, trova Allen con le sembianze del Quattordicesimo Noah ma, non appena lo chiama per nome, il ragazzo torna normale. È molto preoccupata per lui, per quello che ha visto ma, nonostante questo, tace e non rivela ad Allen ciò che ha visto.

### Yuu Kanda
Un personaggio con una personalità piuttosto difficile: è infatti scontroso, introverso e perennemente arrabbiato, tanto più che è il primo ad attaccare Allen quando questi si presenta al cancello dell'Ordine Oscuro. Subito tra i due nasce una rivalità piuttosto accesa, anche perché il giovane giapponese insiste sul fatto che Allen sia un “maledetto” (infatti, quando Allen gli porge la mano con un “Piacere di conoscerti”, Kanda gli risponde con uno scortese “Figurati se do la mano a un maledetto!”). Oltre a ciò considera i Finder delle semplici nullità, sostituibili come degli oggetti, e le loro vite solo degli scudi per gli esorcisti in missione. Il caso vuole che la prima missione di Allen sia da eseguire proprio con lui ma, dal momento che non vi è modo di discutere, Kanda mette subito in chiaro che gli esorcisti sono in piena guerra per la contesa dell'Innocence, e quindi per la buona riuscita della missione non esiterà a lasciar morire chiunque costituisca un intralcio al compimento dell'incarico, Allen incluso (ciò non toglie che finirà per salvarlo lo stesso). Stranamente va d'accordo con Lavi, che lo chiama spesso per nome e ormai non fa più caso alle sue minacce di morte, e anche con Linalee, che conosce sin da quando erano bambini. Sembra una persona fredda e distaccata ma durante la storia rivelerà un temperamento impulsivo e testardo, tenuto parzialmente sotto controllo da Linalee.
La sua Innocence è sotto forma di una spada chiamata Mugen (六幻?, 6 Illusioni) che gli permette di usufruire di sei attacchi diversi. Dei sei al momento solo tre sono stati mostrati. Possiede inoltre, una sorta di fattore rigenerante, che gli permette di curare i danni da lui subiti in pochissimo tempo, anche se mortali. Kanda è uno dei personaggi più misteriosi del manga. Sul petto presenta un tatuaggio a forma di fiore i cui petali sembrano rappresentare la vita rimastagli. Finora ne sono caduti solo 2. Nonostante il carattere scontroso sembra essere comunque legato a Lavi e Linalee.
Durante lo scontro con Skin Boric nell'Arca di Noah, il tatuaggio sul suo petto diventa più grande, insospettendo anche Allen. In seguito si scoprirà che Kanda è uno dei due soggetti prodotti dal progetto  Second Exorcist, un programma di ricerca volto alla preservazione dei compatibili tramite il trapianto dei loro cervelli in nuovi corpi artificiali svoltosi nove anni prima degli eventi narrati. Le sue capacità rigenerative derivano proprio dalla sua natura di apostolo artificiale. L'altro Second era Alma Karma.

### Lavi
È l'allievo di Bookman. È chiamato Junior per differenziarlo dal suo maestro. Assiste l'Ordine Oscuro come storico e la sua arma anti-Akuma è un martello che si ridimensiona secondo la sua volontà e che, nonostante possa raggiungere dimensioni impressionanti, è in grado di maneggiare con estrema facilità (sua esclusiva prerogativa, in quanto è il compatibile dell'innocence; tutti gli altri risentirebbero del peso reale). Non essendo in grado di riconoscere gli Akuma come invece fa Allen grazie al suo occhio, vede tutti gli esseri umani che lo circondano come un pericolo per la propria incolumità e non si fida di nessuno, dal momento che tutti potrebbero nascondere dentro di sé un Akuma. Non si sa nulla del suo passato se non che è l'allievo del vecchio Bookman. Ha una misteriosa benda sull'occhio che non toglie mai, probabilmente neanche quando dorme. "Lavi"(49º nome) è il nome che usa per farsi riconoscere in questa guerra, ma per ogni "registrazione" (chiamate Log) utilizza un nome diverso, quello che usava nel Log precedente era "Dick".
Questo personaggio ha una grande conflitto dentro di sé. Si è affezionato agli esorcisti, i suoi compagni, ma sa che non può permettersi di provare un sentimento d'amicizia verso di loro, perché, come gli disse il vecchio Panda "Bookman non ha bisogno di un cuore".
Nonostante ciò, è grande amico di Allen, Lenalee, Crowley, Miranda e Kanda. Si diverte a chiamare quest'ultimo per nome, cioè Yu, scatenando le sue ire. È il comico del gruppo, sempre pronto a scherzare e far baldoria, nonostante in realtà nasconda una personalità più contorta.
Per quel che riguarda Lenalee, si capisce già dalla lotta contro l'akuma di terzo livello sul vascello diretto a Edo, che prova qualcosa nei suoi confronti: infatti si preoccupa perché una volta sconfitto il nemico, la ragazza non sta tornando, e fa di tutto per cercare di raggiungerla nonostante tutti i membri dell'equipaggio della nave tentino di fermarlo. Inoltre, nel quindicesimo volume, cerca di far tacere il sovrintendente Lvellie che costringe una Lenalee piangente ad andare a sincronizzarsi con l'innocence da Hebraska, dato che ha perso i suoi Dark Boots.

## Ordine Oscuro
L'Ordine Oscuro è un organo militare sotto il controllo del Vaticano, istituito nel Nord Europa ai tempi della scoperta dell'Innocence, cento anni prima dei fatti narrati. La sua creazione segue una profezia scritta nell'ultima guerra per prevenire la fine del mondo. La loro missione principale ora sta nel recuperare l'Innocence sparsa in tutto il mondo. È composto da esorcisti e personale di supporto. Sono presenti anche ispettori del vaticano. Ai vertici dell'Ordine oscuro vi sono i Comandanti Supremi da cui i Generali e il Supervisore ricevono direttive. L'Ordine Oscuro si divide in una fazione operativa e una fazione di supporto. La fazione operativa è formata dai Generali, diretti superiori degli esorcisti, che però agiscono per lo più da soli, e gli Esorcisti ognuno dei quali ha come maestro un generale, ma in sostanza ricevono gli ordini da Komui. La fazione di supporto, guidata dal Supervisore Komui Lee, invece si divide in due tipi, all'interno e all'esterno dell'Ordine. L'Ordine Oscuro ha infatti all'esterno varie succursali che fungono da supporto ai membri dell'Ordine in tutto il mondo (Sede Asia, Sede Medioriente, Sede Africa, Sede Nord America, Sede Sud America, Sede Oceania). Al suoi interno invece l'Ordine è suddiviso in sette sezioni ognuna sotto il controllo di un caposezione. Compiti sono di monitoraggio del continente europeo e direzione delle varie succursali nel mondo. 
Di seguito le varie sezioni con le rispettive funzioni:
- Sezione scientifica: si dedica principalmente alla ricerca e sviluppo dell'Innocence.
- Sezione ricognitiva: la sezione che comprende l'unità Finder. Raccoglie informazioni da tutto il mondo.
- Sezione medica: si occupa della salvaguardia delle condizioni fisiche dei membri dell'Ordine.
- Sezione comunicazioni: si occupa dei contatti con gli esorcisti e i Finder.
- Sezione sicurezza: sorveglia gli ingressi della sede dell'Ordine.
- Sezione relazioni esterne: gestisce i rapporti dell'Ordine con i vari paesi del mondo ed effettua le eventuali richieste di collaborazione alle autorità locali.
- Sezione gestionale: dalla cucina, alle pulizie alla contabilità, supporta l'attività quotidiana dei membri dell'Ordine.

### Komui Lee
È il fratello maggiore di Lenalee, entrato a far parte dell'Ordine Oscuro per stare accanto alla sorella. Scienziato geniale, è il responsabile della supervisione di tutte le sezioni dell'Ordine Oscuro e dei centri sparsi per il mondo e riceve gli ordini direttamente dai Comandanti Supremi. È inoltre in grado di riparare le armi anti-Akuma quando queste sono danneggiate.
È un grande amico di Hevraska, l'esorcista che custodisce le Innocence di cui non si conosce ancora il proprio compatibile. Inoltre può anche essere definito uno "scienziato pazzo" anche perché possiede un laboratorio personale nella sede dell'ordine, dove spesso si sentono uscire strani versi e rumori; una delle sue più "importanti" creazioni è il robot Komurin, di cui ha realizzato diverse versioni, tra le quali la mini, che serve solo come apparecchio per le pulizie. È l'unico parente vivente di Linalee, verso la quale nutre uno sconfinato amore fraterno che gli provoca frequenti e violenti attacchi di gelosia e iper-protettività.
Celebre è la sua reazione alla frase "Linalee si sposa" capace di svegliarlo dal sonno più profondo, di solito con in mano un trapano gigante...

### Bookman
Nessuno conosce il suo vero nome. Tuttavia viene chiamato “Bookman” perché è l'unico a sapere veramente, tramite studi e ricerche di anni, come sono andati la storia e gli avvenimenti del passato. Oltre a padroneggiare l'Innocence e ad essere un ottimo esorcista, utilizza anche la tecnica dell'agopuntura per curare gli esorcisti feriti: la sua prima apparizione infatti, avviene mentre cura l'occhio ferito di Allen. La sua innocence si chiama Heaven Compass (Aghi della Divina Provvidenza), che consiste in un set di aghi da agopuntore, che lui può dirigere telecineticamente. Da Lavi viene chiamato Panda per i suoi occhi sempre cerchiati di scuro.

### Miranda Lotto
Fa la sua prima apparizione in una città in cui continua a ripetersi il medesimo giorno, nell'anime si fa riferimento a questo giorno come "28 ottobre 18??", nel manga invece il giorno in cui Miranda resta "intrappolata" è il "9 ottobre".
I primi a conoscerla sono Allen e Linalee, mandati in missione proprio per indagare sulla stranezza di quella città. Miranda è insicura, delusa di se stessa e depressa, e ciò sarà in parte la causa scatenante del riavvolgimento continuo del tempo nel suo paese: infatti, si scoprirà che lei è compatibile con l'Innocence, localizzata nel suo orologio a pendolo, e la sua capacità è quella di manipolare il tempo. Grazie a questa sua capacità però, Miranda sarà d'aiuto a Linalee e Allen, e ciò la farà sentire per la prima volta utile a qualcuno. Successivamente entrerà a far parte dell'Ordine Oscuro e soprattutto dell'unità Cross dopo la temporanea perdita di Allen.
Ha un carattere timido, gentile e introverso, tendente alla depressione in quanto è molto pasticciona e fin da piccola veniva trattata da incompetente.
La sua Innocence si chiama Time Record, e le permette di manovrare il tempo; la durata del controllo temporale dipende dalla concentrazione di Miranda.

### Aleister Crowley III
È un personaggio che sembra soffrire di una sorta di “doppia personalità”: normalmente è una persona calma, molto sensibile e perseguitata da una strana forma di vampirismo che solo in seguito si scoprirà essere la sua Innocence. Quando scatena la sua arma diventa un personaggio completamente differente, determinato e dalla grande forza, fornitagli dal solo contatto con il sangue di Akuma. Viene “infettato” dall'Innocence a causa del morso di un fiore cannibale (datogli dal Generale Marian Cross) che lo trasforma in un vampiro e subito dopo appassisce. Si unisce all'Ordine dopo aver trovato una ragione di vita, che credeva perduta dopo che aveva ucciso Eliade, la ragazza di cui era innamorato, ma che in realtà era un Akuma al servizio del Conte del Millennio. La sua Innocence si evolve ulteriormente nello scontro con i gemelli Jusdero e Debit all'interno dell'arca.
La sua Innocence si trova nel sangue e nei denti, rendendolo quindi un compatibile di tipo parassita, come Allen; una volta rilasciata l'Innocence, i denti di Crowley diventano delle vere e proprie zanne, in grado di perforare anche le resistentissime armature degli Akuma, conferendogli inoltre un incremento di forza e velocità a livelli sovrumani. Crowley può inoltre trasfondere il proprio sangue nel corpo degli Akuma, che essendo posseduto dall'Innocence è tremendamente tossico per loro, e li fa morire tra atroci sofferenze; facendo fuoriuscire e aderire il suo sangue a parti del suo corpo, Crowley ottiene una sorta di armatura molto resistente e che gli consente di fermare colpi devastanti. La sua ultima tecnica consiste nel far uscire completamente il proprio sangue, che assume le sue sembianze e ha l'enorme vantaggio di poter manipolare liberamente la propria forma.
Più sangue Akuma ingerisce, più Crowley diventa potente, ma ciò comporta dei rischi, in particolar modo se è parzialmente dissanguato, in quanto l'Innocence non riesce a debellare completamente il virus degli Akuma, cosa che può portarlo alla morte.

### Chaoji
È uno dei pochissimi sopravvissuti all'attacco della nave di Anita. Credeva di essere un inutile, semplice marinaio, tanto che quando scopre di essere uno dei tre sopravvissuti, insiste nell'insinuare di essere morto, per poter rimanere con i suoi amici. Anita lo convince a seguire gli esorcisti, dicendogli di proteggerli con la sua vita, e da allora Chaoji impegna anima e corpo in quella missione.
Quando Tyki Mikk nell'Arca li attaccherà per la seconda volta, ricorderà il suo passato e la rabbia che prova dentro di sé per la morte dei compagni gli farà sprigionare la sua personale Innocence. Un tratto caratteristico della sua personalità è l'essere completamente negato a mentire, in quanto ogni volta che ci prova gli tremano le orecchie in modo piuttosto evidente.
La sua Innocence, Arm of Baptism consiste in una coppia di bracciali che, con l'evocazione, si trasforma in protezioni per i pugni e le braccia. Finora l'unico potere mostrato, è un aumento smisurato della forza fisica di Chaoji (riesce infatti, seppur con fatica, a sollevare un cumulo di macerie delle dimensioni di un galeone).

### Noise Maire
Maire è il terzo allievo del generale Tiedoll, quindi è un compagno di Kanda; è un ragazzo molto alto e robusto, con la testa rasata ad eccezione di una lunga treccia di capelli, il che può fare ipotizzare che sia di origini mancesi. Questo ragazzo è cieco, ma la sua caratteristica principale è quella di possedere un udito sovrumano (abbastanza fine da riuscire a sentire i suoni della battaglia di Edo a chilometri di distanza); porta sempre delle cuffie, forse per filtrare i suoni nell'aria e proteggere il suo udito. A differenza di Kanda è molto gentile e socievole, e non esita a rischiare la vita per i suoi amici; sembra inoltre provare qualcosa per Miranda, visto che i due sovente combattono insieme e lui è sempre il primo a preoccuparsi per lei, come quando accorre subito in suo aiuto durante l'attacco al quartier generale.
La sua innocence si chiama Noel Organion (Libro dei Salmi dei Santi) ed è formata dai dieci anelli, che una volta rilasciati originano una moltitudine di corde simili a quelle di un pianoforte, che possono afferrare gli oggetti o intrappolare i nemici; l'unico attacco finora conosciuto è la Melodia del Dolore, mediante la quale, muovendo le dita come se stesse suonando, può creare suoni tremendamente dolorosi per gli Akuma. Nel capitolo 192 si scopre che, dopo essere stato ferito in battaglia e aver perso la vista, era stato selezionato come cavia del progetto Second Exorcist, ma venne guarito dalle sue ferite grazie al contatto con il sangue di Yuu Kanda che lo portò in salvo prima che il suo cervello fosse trapiantato in un corpo artificiale.

### Generali dell'Ordine Oscuro
Tra tutti gli esorcisti, ce ne sono 5 dotati del titolo di "generale". Essi sono considerati i più forti ed hanno un livello di compatibilità del 100%. Il loro compito consiste prevalentemente nel trovare nuovi compatibili (a cui fanno da maestro) e nuovi frammenti di Innocence. Per questo sono sempre impegnati in missioni solitarie in giro per il mondo.

#### Generale Marian Cross
È l'insegnante di Allen ed uno dei 5 generali dell'Ordine. È il creatore di Timcampi, il piccolo golem dorato che accompagna Allen nelle sue missioni. Dato per disperso, ha smesso di comunicare con il Quartier Generale da ben 4 anni. Allen è molto legato al suo maestro, ma a causa dei traumi subiti durante la convivenza con lui prova anche un inconscio timore nei suoi confronti. Stando alle parole di Bookman, Cross è capace di “convertire” gli Akuma, facendo sì che questi diventino suoi “servi”. Il procedimento è tuttora sconosciuto. Tutti gli Akuma modificati sono dotati di un sistema di autodistruzione attivabile quando la loro parte demoniaca prende il sopravvento. Il primo Akuma modificato da Cross che appare nel manga è Chomesuke, che soccorre Linalee nella battaglia con l'Akuma di livello 3 sulla strada per Edo.
Interviene nello scontro fra il gruppo di Allen e Tyki Mikk all'interno dell'Arca di Noè.Aiuta anche gli esorcisti nella battaglia al quartier generale, ed è inoltre grazie a lui che l'Akuma di livello quattro viene sconfitto. Dopo la battaglia, rivela ad Allen tutto ciò che sa sul "Quattordicesimo Noah". Successivamente, Cross sembra essersi suicidato. Possiede due Innocence: Grave of Maria (聖母ノ柩?, Gureivu obu Maria) e Judgement (断罪者?, Jajjimento). La prima consiste nel cadavere di una donna, che tramite la magia, il generale è in grado di trasformare in un'esorcista di tipo parassita, che esegue solo i suoi ordini. Questa donna è capace di celare allo sguardo del nemico una specifica area di terreno grazie a una tecnica chiamata Magdala Curtain (聖母ノ加護?, Magudara Kātein). Tale tecnica non è tuttavia infallibile, in quanto il Conte del Millennio ha dimostrato di esserne immune. Altra potente tecnica di Grave of Maria è il Karte Garte, che permette di controllare il corpo degli avversari come una marionetta.
La seconda, e vera Innocence del generale è Judgement: un grosso revolver in grado di sparare proiettili che inseguono il proprio bersaglio fino a quando non lo colpiscono(Cross le chiama le "Pallottole del Condannato"). Le tecniche utilizzate da Judgement sono due: la Freccia del Peccato Originale, con cui la pistola cambia totalmente forma, tramite la quale può lanciare una potente freccia di energia, e il Livello Espiazione, con cui spara proiettili che hanno tre volte la potenza normale; Cross può inoltre sparare proiettili in successione così rapida, da far sembrare di aver sparato un solo colpo. Dopo gli ultimi avvenimenti, Marian non è più il controllore di questa Innocence. Cross ha un carattere che si può definire da Don Giovanni, infatti ama il buon vino e le belle donne; non ha pazienza né dolcezza e per questo è spesso in conflitto con Allen che si ritrova con spiegazioni frammentate e consiglio criptici.
In seguito viene rivelato che Cross era un collaboratore del Quattordicesimo ed aveva adottato Allen già sapendo che questi era il contenitore della Memory del Noah. Tuttavia, col tempo, finì per affezionarsi al suo discepolo.

#### Generale Kevin Yeegar
Il più anziano fra i 5 generali dell'Ordine. È stato ucciso da Tiki Mikk perché sospettato di essere il compatibile del Cuore dell'Innocence. Fu trovato crocifisso di spalle in una chiesa del Belgio; nonostante fosse ferito a morte, continuò a ripetere una filastrocca riguardante il Lord del Millennio e il Cuore dell'Innocence fino a quando non spirò. Nell'anime con un filler viene mostrata la sua innocence, delle catene con agli estremi dei pugnali.

#### Generale Froi Tiedoll
In passato è stato il maestro di Yu Kanda, Daisya Barry e Marie Noise. Dopo essere stato raggiunto dai suoi allievi, anche per onorare la memoria di Daisya, morto per mano del Noah Tiky Mikk, decide di continuare la sua missione di generale e con i due membri superstiti della sua unità, raggiunge il Giappone per dare man forte ai membri dell'unità Cross. Di aspetto trasandato, ha l'animo di un artista e ama molto dipingere i paesaggi che incontra durante i suoi viaggi. La sua Innocence, di tipo equipaggiamento è uno scalpello da scultore: Maker of Eden, Scultore del Paradiso Terrestre. Una volta rilasciato, Maker of Eden emana un alone luminoso a forma di scalpello intorno ad esso, e nella mano destra di Tiedoll appare un martello a forma di crocifisso. L'attacco più usato si chiama Art, e consiste nell'evocazione di un manichino gigante che segue le direttive dello scultore; un'altra potente tecnica è il cosiddetto "Giardino dell'Abbraccio", con cui l'esorcista crea un'intricata foresta di rovi, che avvolge un'ampia area da lui stabilita. Quest'ultima viene definita come la difesa più potente dell'Ordine Oscuro.

#### Generale Cloud Nyne
Le informazioni su questo generale sono ancora quasi totalmente sconosciute. Si sa solo che è una donna dal volto abbastanza sfigurato, e che la sua Innocence, chiamata Lau Siuming, è una piccola scimmia che tiene sulla spalla (lei la definisce come "Belva Anti-Akuma di tipo parassita"). Quando attivata, la scimmia aumenta di grandezza e sferra attacchi devastanti. Aprendo il petto, Lau Siuming può rilasciare un potentissimo raggio energetico, e in questo assetto, prende il nome di Cannone Corazzato Lau Guns. A differenza di Sokaro, sembra aver molto a cuore i suoi allievi, tanto da commuoversi alla notizia della loro morte, ed è contenta per loro,in quanto hanno raggiunto la pace, e non soffriranno più nella guerra contro il Conte del Millennio. Prima di arruolarsi nell'ordine faceva l'ammaestratrice in un circo.

#### Generale Winters Sokaro
Le informazioni su questo generale sono ancora quasi totalmente sconosciute. Cela il suo viso dietro ad una maschera che si toglie unicamente per combattere (tanto da definirla come una museruola). Sembra inoltre essere molto sanguinario e sadico (smembra il corpo di un'Akuma morto con la sua spada, solo per godersi una vera e propria "doccia di sangue").Non sembra inoltre provare interesse per la morte dei suoi allievi. La sua Innocence si chiama Madness, e risiede nei coprispalle borchiati. Quando rilasciata, assume l'aspetto di una spada doppia che ruota ad alta velocità. Sokaro può inoltre farla ruotare ad una velocità così elevata da surriscaldarla, e può anche essere lanciata: tale attacco si chiama Dederopa (Danza della Cremazione).

### Third Exorcists
Sono esorcisti creati in seguito alle ricerche effettuate dall'Ordine sull'Uovo degli Akuma. Sono esseri artificiali per metà umani e per metà Akuma. A causa della Dark Matter presente nei loro corpi, non sono in grado di utilizzare né tantomeno tollerare l'Innocence. Sono in grado di assorbire e divorare le cellule degli Akuma. La matrice originale dei loro corpi è Alma Karma, il quale, dopo la chiusura del progetto Second Exorcist, venne riutilizzato per le sue capacità rigenerative e costretto a fondersi forzatamente con il pronucleo generatore degli Akuma. I membri finora comparsi sono: Madarao, Tewaku, Tokusa, Goushi e Kiredori.

## Antagonisti
Assieme ai milioni di Akuma di vario livello che il Conte del Millennio ha sotto il suo commando, ci sono alcuni alleati dall'aspetto umano, ossia i 13 potenti membri della Famiglia Noah. Sia gli Akuma sia i membri della Famiglia Noah basano le loro abilità sulla Dark Matter, il polo opposto dell'Innocence, che è però molto sensibile a quest'ultimo.

### Il Conte del Millennio
È il creatore degli Akuma, il Costruttore, l'antagonista principale della storia. È il primo dei tredici apostoli Noah ed il suo vero nome è Adam. La sua missione è convincere gli umani a trasformare i loro cari deceduti in Akuma, che poi utilizzerà come suo esercito personale per distruggere il mondo. Ha un carattere particolare: se da un lato sembra una "persona" normalissima che ride e scherza, dall'altro mostra tutto il suo sadismo, risparmiando ogni scrupolo per chicchessia. Possiede una spada uguale a quella che Allen ottiene dopo che la sua Innocence si evolve a Crown Clown ma dai colori ad essa invertiti. Sembra che solo Road sappia che tipo di legame c'è fra il ragazzo e il Conte. Nel manga l'editore vuole comunicarci che la figura alla quale si è ispirato per il conte del Millennio sia un noto alchimista vissuto nel XVIII secolo noto come Conte di St. Germain del quale non viene indicata la data di nascita ma di cui si conosce il periodo in cui visse. Doppiato nella versione originale da Junpei Takiguchi.

### Akuma
Akuma (letteralmente "diavolo", anche se vengono definiti demoni) sono l'arma principale dell'esercito del Conte e vengono usati come "soldati in prima linea". Quando un essere umano perde una persona cara come un parente o un amico, il Conte appare e si offre di riportare in vita il defunto. In realtà l'anima riportata in vita diventa la sorgente di energia per l'Akuma, un'arma senza volontà che è costretta ad obbedire ciecamente al Conte. L'Akuma prende inoltre le sembianze umane della persona che l'ha riportato in vita (dopo averla uccisa) per poter così operare nascosto nella società degli uomini, e rendendo così difficile l'individuazione da parte degli Esorcisti (ad eccezione di Allen). L'Akuma viene creato partendo da un nucleo metallico di Dark Matter che prende la forma di uno scheletro umano nel quale viene poi inserita l'anima. Il sangue di un Akuma contiene un virus che agisce in pochi secondi, ricoprendo la vittima di pentagrammi rovesciati neri fino a ridurne il corpo in polvere. Il virus può essere trasmesso facilmente tramite proiettili sparati dall'Akuma. Si sa che per creare Akuma occorre un determinato impianto, chiamato l'uovo. Gli Akuma sono in continua evoluzione e per questo vengono divisi in diversi livelli, più il livello è alto e maggiore è la sua forza, inoltre a livelli più alti l'Akuma assume sembianze più "umane" e sviluppa una personalità individuale ma al tempo stesso l'anima che funge da energia si deteriora. Sembra esserci uno specifico significato riguardo alla loro evoluzione, che va al di là di semplici armi da guerra. Se distrutto dalla forza dell'Innocence, l'Akuma rilascia l'anima che può così riposare in pace; al contrario se l'Akuma viene distrutto per altri motivi, l'anima scompare per sempre.
I livelli di Akuma conosciuti fino ad ora sono:
- Livello 1: gli Akuma più semplici, hanno la forma di sfere dotate di un viso e di numerose aperture usate per sparare i colpi. Sono completamente pirivi di una loro personalità
- Livello 2: Akuma più evoluti. Sono tutti diversi tra loro in quanto a poteri e forma, che è ora più umanoide. Hanno una loro personalità.
- Livello 3: si tratta di Akuma molto potenti, dai forti poteri. Generalmente hanno un aspetto abbastanza simile tra di loro, con un corpo muscoloso e una testa allungata con denti aguzzi e numerosi occhi. Solo gli Esorcisti più potenti riescono ad abbatterli.
- Livello 4: il livello più alto conosciuto e per questo è molto più raro. Solo un Generale Esorcista (o un Esorcista di pari poteri) ha abbastanza forza per tener testa a questo tipo di Akuma. Hanno le sembianze di un angelo o cupido anche se con tratti deformi.

### Nea Walker
Nea Walker (ネア・ウォーカー?, Nea Walker) o Nea D. Campbell (ネア・D・キャンベル?, Nea D. Campbell), noto anche come "Il Quattordicesimo", "Il pianista" e "Il musicista", era un traditore e rinnegato membro della famiglia Noah. Egli è il fratello minore gemello di Mana Walker e lo zio adottivo di Allen Walker. Era l'unico individuo, oltre al 9° membro della famiglia Noah Road Kamelot e al Conte del Millennio, che è in grado di controllare l'Arca di Noè suonando il suo pianoforte. Inizialmente, Nea appariva ad Allen come un'ombra, senza caratteristiche facciali distinte e mentre indossava un grande cappotto. Una volta è apparso brevemente nella mente del Conte come un giovane uomo con i capelli spettinati e scuro di pelle. Nella sua forma Noah, Nea appare come un giovane con i capelli corti, scuri e ribelli e con una linea di stimmate sulla fronte; indossa una camicia, un gilet, un foulard, un cappotto e dei guanti bianchi. I suoi tratti facciali, come notato sia da Allen che da Wisley, sono sorprendente simili a quelli di Tyki Mikk, anche se quelli di Tyki sono più maturi e i capelli di Nea sono più corti.
Non si sa molto sulla personalità di Nea. Parla sempre in modo gentile ad Allen, e sembra non volergli dire nulla di male, nonostante il fatto che per rinascere gli consumerà il corpo. È anche evidente che la volontà di Nea è quella di ottenere vendetta contro il Conte del Millennio sulla sua rinascita. Nessun motivo è stato dato sul perché Nea abbia tradito il Conte, anche se Cross Marian implica nel suo colloquio con Allen Walker che Nea scoperto un terzo lato della guerra tra la famiglia Noah e l'Ordine Oscuro. Tuttavia, Nea ha anche mostrato un atteggiamento spietato, arrivando addirittura a colpire la testa di Johnny Gill su un muro solo per conversare privatamente con Timcampy. Era, comunque, molto vicino al fratello, Mana. Road sostiene che Nea abbia combattuto in nome di suo fratello. Wisley afferma che Nea ha sperimentato il terrore di sapere che non c'è un posto dove un Noah possa fuggire e nascondersi dagli altri Noah di 35 anni fa. È doppiato da Sanae Kobayashi.

### Famiglia Noah
Il loro nome richiama a Noè, colui che, secondo la concezione cristiana, salvò per mezzo di un'arca le specie animali che abitavano la terra. In origine gli apostoli Noah erano in tredici ed il Conte del Millennio era il loro capo (I apostolo Adam). Settemila anni prima degli eventi narrati nel manga, dopo la sconfitta del Conte, i dodici Noah sopravvissuti diedero origine alla razza umana. Per questa linea di sangue, ogni essere umano può ospitare dentro di sé la memory dei Noah originali e diventare fedeli protettori del Conte aventi lo scopo di distruggere l'Innocence e sterminare la razza umana. Della maggior parte di loro non si conosce molto, soprattutto i dati personali. Si tratta comunque di esseri umani che conducevano una vita normale ma che all'improvviso sono stati soggetti al risveglio del loro Noah interiore, che ne muta personalità e colore dei capelli in nero. Di solito hanno due "forme", una praticamente umana che utilizzano per non farsi riconoscere, e quella vera e propria che invece usano per combattere e sfoderare tutta la loro potenza. Nella loro forma umana sono tutti caratterizzati dalla presenza di una serie di cicatrici a forma di croce sulla fronte (Wisely ha invece degli occhi a forma di croce). Il primo Noah è il Conte che continua a vivere con il suo corpo originale, mentre i rimanenti si sono tutti reincarnati. Di alcuni si conosce il nome umano mentre altri sono identificati solo con il nome della loro memory:

#### Tried
II Noah: Tried "il giudizio".

#### Tyki Mikk
III Noah: Joyd "il piacere".
È tra i Noah il più legato al mondo degli uomini e riesce anche a stringere amicizie con alcuni di essi, infatti ha una doppia vita, cosa che sembra divertirlo molto. Nel mondo umano è un minatore che è molto legato a due uomini e a un bambino, al quale consegna sempre un bottone che strappa dalla divisa degli esorcisti che uccide. In questa versione appare come un uomo dai capelli arruffati e con degli occhiali spessi. Il suo potere è la "scelta", il che gli permette di diventare intangibile e può passare attraverso tutto eccetto l'Innocence che è il suo punto debole, ciò che tocca diviene intangibile. ha inoltre la capacità di respingere le cose intorno a sé, riuscendo così a creare il vuoto. È sempre accompagnato da due golem chiamati "tease" che si nutrono di esseri umani, essi amano molto le farfalle e per questo hanno una forma simile e anche da una carta parlante di nome Cell Roron. Di solito per uccidere qualcuno fa entrare Tease nel corpo della vittima e ordina alla farfalla di divorare gli organi interni del malcapitato. Gli esorcisti che ha ucciso sono il Generale Yegaar, Kazana Reed, Daisha Barry, Souman Dark, Chakrana Labon. Il Conte del Millennio gli assegna il compito di uccidere tutte le persone legate in qualche modo al Quattordicesimo, tra i quali vi è anche l'esorcista Allen Walker. Durante un primo scontro con questo, grazie a Tease crea un buco nel cuore di Allen, lasciandolo morire nel dolore. L'esorcista sopravvive e ci sarà un secondo scontro tra i due. Tyki perde all'inizio, trafitto dall'Innocence di Allen, che doveva annularre il suo potere di Noah, rendendolo un semplice umano. Nonostante ciò Tyki risveglia un potere ancora più forte del primo e sconfigge Allen e i suoi amici, che però vengono salvati dal Generale Marian Cross. In seguito Tyki inizia a perdere, ma il Conte lo porta via con sé poco prima che sia troppo tardi. 
Dopodiché rivediamo Tyki in vesti di conte, con i capelli più lunghi. Anche se è ancora vivo pare soffrire molto dalla ferita inflittagli da Allen Walker. Doppiato nella versione originale da Toshiyuki Morikawa.

#### Cheryl Kamelot
IV Noah: Desires "il desiderio".
Cheryl Kamelot è il padre adottivo di Road Kamelot, il fratello maggiore di Tyki Mikk, e l'importante ministro di un qualche Paese. Vive la sua doppia vita da umano con sua moglie Tricia, debole di salute e all'apparenza all'oscuro di tutto, che secondo Tyki ha sposato solo per poter adottare Road. Sembra essere molto legato a Road e Tyki. Cyril è riuscito a manipolare la situazione diplomatica, facendo in modo che il suo paese dichiarasse guerra ad un altro, creando così una situazione favorevole alla creazione degli Akuma. Cheryl è il quarto apostolo Noah ed il vero nome della sua memory è Desires. Il suo potere sembra essere una sorta di telecinesi con la quale riesce a manipolare oggetti (come ad esempio dei tubi) e persone (come quando spezza le gambe di un esorcista senza nemmeno toccarlo riuscendo addirittura a far muovere i corpi di tutti coloro che si trovano nella sede nord americana dell'Ordine oscuro contro la loro volontà).

#### Wisely
V Noah: Wisely "la saggezza".
Detto anche "occhio stregato" per via del suo terzo occhio, è dotato del potere di penetrare la mente ed il cuore delle persone, leggendone i pensieri e i ricordi. Tra tutti i Noah sembra essere quello dotato di maggiore conoscenza sulla loro origine e consapevolezza della propria natura. Appena risvegliato afferma che Tyki è la copia perfetta del Quattordicesimo.

#### Feedra
VI Noah: Feedra, o Fiidora, "la corrosione".

#### Mercyma
VII Noah: Mercyma "la pietà".

#### Skin Boric
VIII Noah: Wrathla "la rabbia".
Skin è un Noah dalla corporatura robusta e dal temperamento iracondo, rappresenta infatti la "rabbia" dei Noah, basti vedere come sfoga la sua ira su una delle cameriere Noah poiché l'uovo che li era stato servito non era abbastanza dolce. Adora infatti i dolci.
In un flashback viene svelato che era un umano che lavorava a New Orleans, quando le memorie di ciò che avvenne ai Noah 7000 anni fa si risvegliarono, causandogli incubi e sofferenze atroci, finché Road e il Conte non lo presero con loro.
Il suo potere si basa sull'elettricità: è infatti in grado di scagliare fulmini e il suo corpo è continuamente attraversato da scariche ad altissima tensione, che lo rende in grado di fondere qualsiasi cosa lo tocchi, inclusa l'Innocence. Viene sconfitto e ucciso da Kanda. Doppiato nella versione originale da Kenta Miyake.

#### Road Kamelot
IX Noah: "il sogno".
È il più vecchio Noah dopo il Conte del Millennio, nonostante abbia l'aspetto di una ragazzina, ed è l'unica in grado di viaggiare nello spazio senza utilizzare l'arca di Noè; può inoltre creare varchi dimensionali a suo piacimento. Utilizza come armi delle candele che lancia contro i nemici come se fossero proiettili, e che è in grado di comandare con la telecinesi. A lei viene dato il compito di effettuare il download per trasferire i dati della vecchia arca nella nuova. In uno scontro con Lavi, che lei definisce gioco, si viene a conoscenza di un altro suo potere, anche se non è molto precisato: è infatti in grado di intrappolare Lavi in un sogno che mostra il suo passato, mentre lui combatte contro il suo migliore amico inconscio. Doppiata nella versione originale da Ai Shimizu.
Road è innamorata di Allen e Desires si accorge che ogni volta che dice il suo nome la voce le diventa più dolce.

#### Debitto e Jasdero
X e XI Noah: Bondom "il legame".
Sono due gemelli che ospitano ciascuno la memory del Noah che rappresenta il "legame". Il primo, Debitto, sembra essere il più intelligente e calcolatore dei due, infatti ricopre il ruolo di fratello maggiore. Jasdero invece, nonostante lo strano aspetto e la bocca cucita, si rivela essere il più docile e innocente. Gli altri Noah preferiscono riferirsi ai gemelli come a un'unica persona. Sia Debitto che Jasdero sono armati con pistole e le utilizzano per combattere. Tuttavia il loro vero potere non risiede nella pistola, comprata per altro al mercato nero e priva di munizioni, ma nel focalizzare la loro energia nelle armi stesse per materializzare ciò che si insinua nella loro mente. In altre parole il potere dei gemelli è la “realtà”, quando i cervelli dei due immaginano qualcosa nello stesso momento possono trasformarlo in realtà.
In origine però Jasdero e Debitto erano un unico Noah, infatti essi sono in grado di fondersi in una singola entità dopo essersi sparati reciprocamente un colpo alla testa con le rispettive pistole. Questa nuova entità prende il nome di Jasdebi. Jasdebi non utilizza più le pistole, ma fa interamente affidamento sulla sua enorme potenza fisica e sui suoi capelli, che può controllare e manipolare come fossero tentacoli. Jasdebi spiega il motivo della sua enorme forza dicendo che i gemelli hanno reso reale il corpo più forte che potessero immaginare. Doppiati nella versione originale rispettivamente da Shōtarō Morikubo e Mitsuki Saiga.
Jasdebi combatte contro Crowley all'interno di una delle sale dell'Arca ancora da scaricare. Il loro scontro è talmente estenuante che entrambi finiscono per perdere i sensi.

#### Lulubel
XII Noah: Lustor "la lussuria".
Lulubell è l'ospite della memory del Noah che rappresenta la "lussuria". Ha l'aspetto di una donna molto affascinante. Il suo potere è di cambiare forma in qualsiasi cosa lei voglia e spesso acquisisce le sembianze di un gatto per non farsi riconoscere (nell'anime), inoltre è in grado di trasformare le sue mani in tentacoli con la quale può uccidere o anche affettare qualsiasi cosa. È in grado anche di assumere una forma liquida per passare attraverso gli oggetti. È molto legata al Conte del Millennio, al quale si riferisce con l'appellativo di "padrone". Doppiata nella versione originale da Arisa Ogasawara.

#### Mightla
XIII Noah: Mightla "il talento".

## Altri personaggi

### Lero
È l'ombrello del Conte del Millennio, ma anche il suo golem. È molto leale con il suo padrone e combatte per lui, diventando una spada con una lama molto affilata. Viene utilizzato semplicemente anche per volare. Alla fine di ogni frase che pronuncia dice il suo nome, e non fa altro che urlare tutto il tempo. Molte volte è anche utilizzato da Road, anche se controvoglia. Doppiato nella versione originale da Shizuka Itō.